# Кашка-Суу (Аксыйский район)
Кашка-Суу (кирг. Кашка-Суу) — село Аксыйского района, Джалал-Абадской области Кыргызстана. Административный центр Кашка-Сууского аильного округа.
В июле 2019 года на территории Кашка-Сууского аильного округа было пять населённых пунктов: Тосту, Туюк-Жар, Олонг-Булак, Чарбак и Кара-Башат.
Находится на северо-западе от областного центра — города Джалал-Абад.

## Население
По состоянию на начало 2021 года население составляло 938 жителей (в 2009 году — 4025 чел.).

## Демография
| Годы                  | 2009  | 2020 | 2021 |
| --------------------- | ----- | ---- | ---- |
| Численность населения | 4 025 | 955  | 938  |

## История
Основано в 1930 году. До 1990 года входило в состав Ошской области.